# Southgate (Londyn)
Southgate – część Londynu leżąca w gminie London Borough of Enfield. W 2011 liczyła 14454 mieszkańców.